# Олівер Берман
Олівер Джеймс Берман (англ. Oliver James Bearman, нар. 8 травня 2005 року) — британський автогонщик, який зараз виступає у Формулі-1 за команду Haas. Він також виступає в ролі резервного пілота команди Haas у Формулі-1. Берман дебютував у Формулі-1 за Scuderia Ferrari на Гран-прі Саудівської Аравії 2024 року, замінивши Карлоса Сайнса-молодшого. В 2021 році він здобув чемпіонські титули в італійській Формулі 4 та Формулі-4 ADAC.

## Кар'єра

### Картинг
Берман почав займатися картингом у 2013 році, коли взяв участь у чемпіонаті Карт-клубу Трент-Веллі. Потім він перейшов до участі в національних чемпіонатах Super 1, де його найкращим результатом стали два других місця у чемпіонатах 2016 і 2017 років, виступаючи в категорії кадетів. Після цього він здобув перемогу в Гран-прі Великої Британії Kartmasters у 2017 році, а в 2019 році Берман успішно завершив свою кар’єру в картингу, перемігши в Міжнародному фіналі IAME, Євросерії IAME та Зимовому Кубку IAME.

### Нижчі Формули

#### 2020
У 2020 році Берман дебютував за кермом одномісного автомобіля в чемпіонаті Формули-4 ADAC з командою US Racing, а також взяв участь у трьох раундах італійської Формули-4. Його кампанія в німецькій серії почалася з регулярних очок у перших двох раундах, перш ніж він досяг своєї дебютної перемоги в наступному раунді на Гоккенгаймринзі. Пізніше Берман завоював ще два подіуми, по одному на Нюрбургринзі та Ошерслебені, і фінішував сьомим в особистому заліку, випередивши свого товариша по команді та новачка Владислава Ломко, але позаду свого іншого товариша по команді та найкращого новачка Тіма Трамніца. Під час своїх виступів в італійському чемпіонаті британець виграв загалом два подіуми, один із яких — перемога в гонці у Валлелунзі, що дозволило йому зайняти десяте місце в особистому заліку.

#### 2021

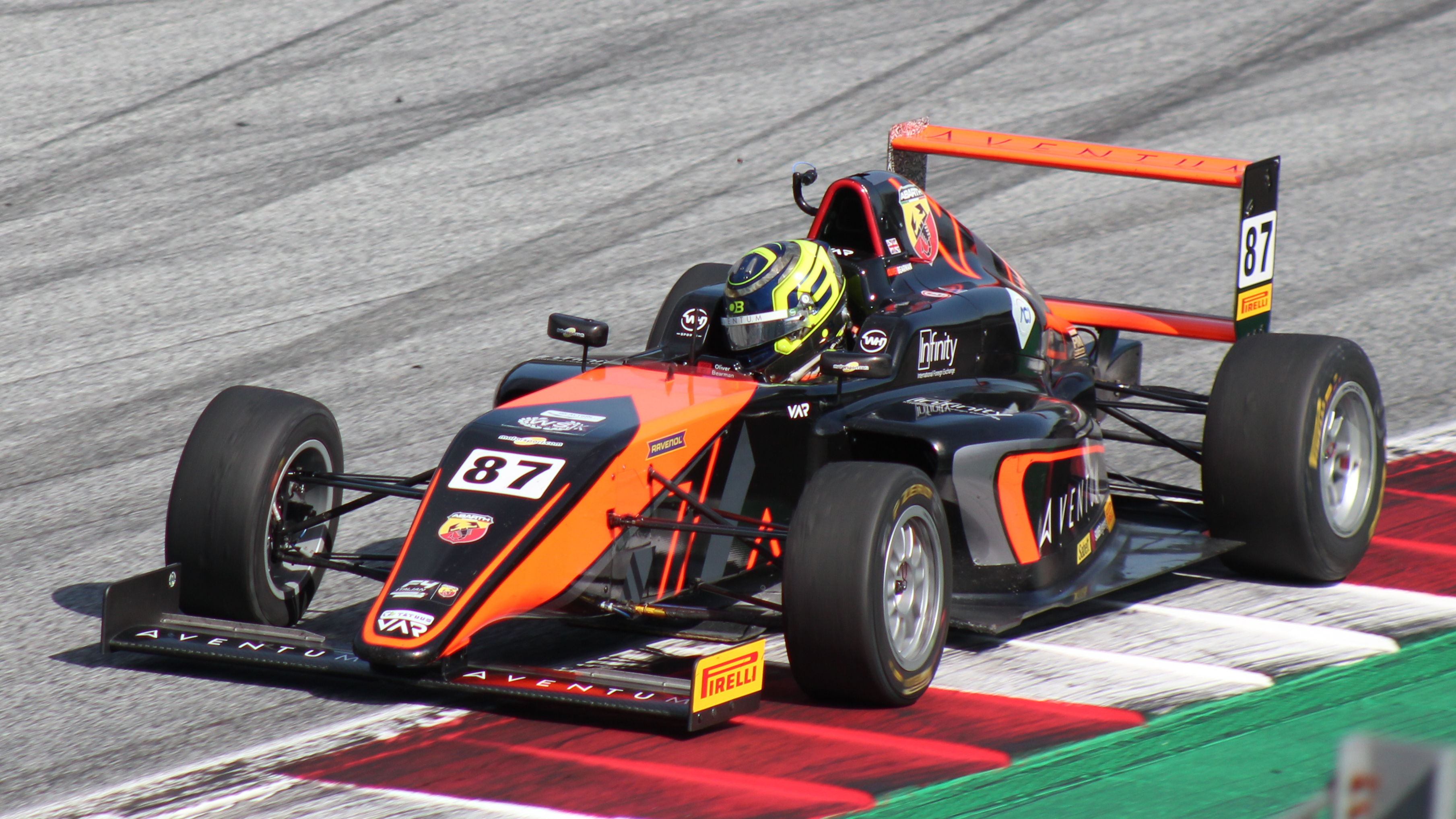
Берман в італійській Формулі-4 в 2021 році.

У сезоні 2021 року Берман перейшов до команди Van Amersfoort Racing, щоб одночасно повноцінно виступати в чемпіонатах Формули-4 Німеччини та Італії. В італійській серії британець розпочав свій сезон із третього місця на трасі Поль Рікар. Після ще одного подіуму в тому ж раунді Берман розпочав серію з послідовних подіумів та перемог, яка тривала дев’ять та сім гонок відповідно. Це включало дві перемоги в Мізано, три перемоги на Валлелунзі і дві перемоги в Імолі. Однак дискваліфікація з третьої гонки в Імолі через невідповідність двигуна означала завершення успішної серії британця. Берман здобув свою восьму перемогу в сезоні на наступній гонці на Ред Булл Ринзі та піднявся на подіум у другій гонці. У передостанньому раунді сезону Берман здобув титул чемпіона, посівши десяте місце в третій гонці.

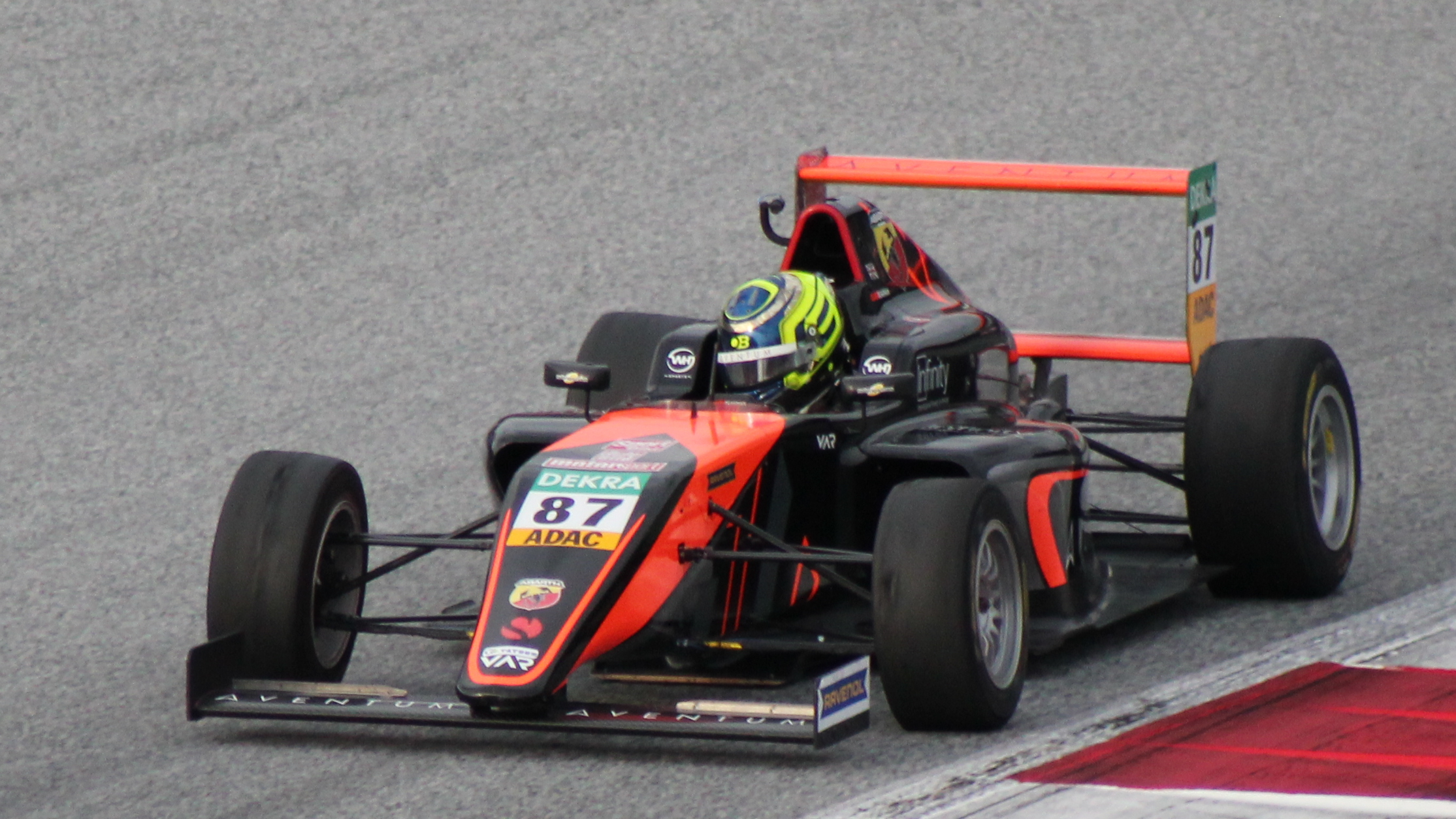
Берман в німецькій Формулі-4 в 2021 році.

У чемпіонаті Німеччини Берман здобув шість перемог і після тривалої боротьби з Тімом Трамніцом завоював титул у фіналі сезону на Нюрбургринзі, таким чином ставши першим гонщиком, який здобув два титули поспіль у Формулі-4 за один рік.
У вересні 2021 року Берман був номінований на нагороду Autosport BRDC за два титули Формули-4. Крім того, у грудні 2021 року Берман отримав нагороду Генрі Сертіза за найбільш приголомшливий результат молодої зірки BRDC.

### Чемпіонат Формули-3 BRDC
Поряд зі своїми обов'язками у Формулі-4, Берман брав участь у британському чемпіонаті Формули-3 BRDC з командою Fortec Motorsports, де його товаришами по команді стали Роберто Фаріа та Міккель Ґрундтвіґ. Він вдало розпочав свою кампанію в Формулі-3, здобувши два других місця в перших двох гонках на Брендс-Гетчі. Пропустивши наступні три раунди, щоб зосередитися на своїй кампанії в чемпіонатах Формули-4, Берман повернувся в раунді на автодромі Снеттертона, де виграв першу гонку, після чого кваліфікувався на поулі для першої гонки в Сільверстоуні. Однак його шанси на перемогу були зведені нанівець після втрати заднього лівого колеса на другому колі гонки, а його найкращим результатом в цьому раунді стало друге місце в другій гонці. Він завершив чемпіонат на 14-му місці в особистому заліку одразу позаду напарника Ґрундтвіґа.

### Чемпіонат Формули-3 FIA
31 жовтня 2021 року було оголошено про те, що Берман візьме участь у післясезонних тестах Чемпіонату Формули-3 FIA з Prema Racing у партнерстві з Джеком Крофордом, Артуром Леклером і Полом Ароном. Наприкінці року було оголошено, що Берман виступатиме з Prema Racing в сезоні 2022 разом із Крофордом і Леклером.

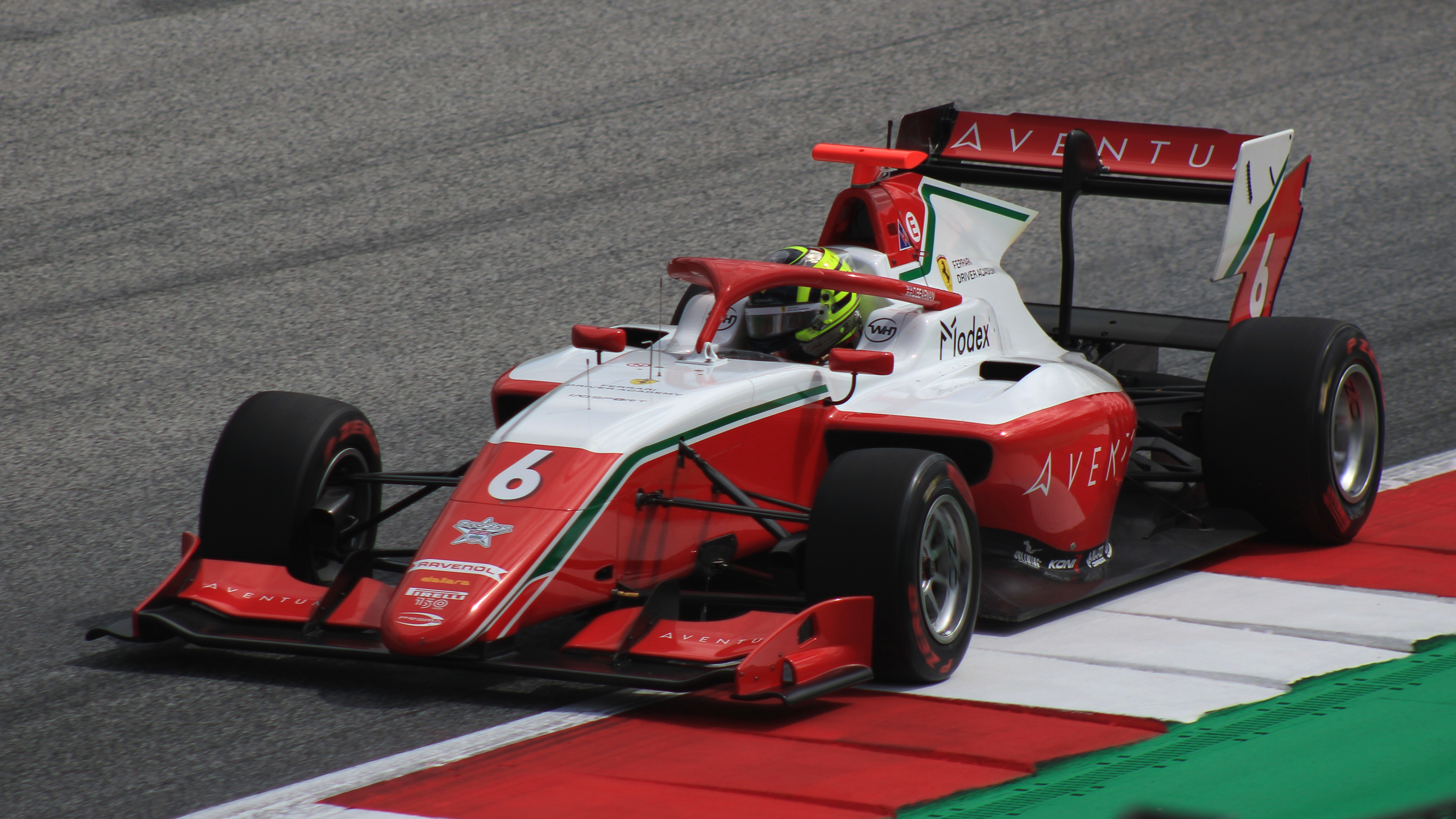
Берман на етапі Формули-3 FIA в Шпільберзі в 2022 році.

Берман розпочав свій сезон, контролюючи першу гонку року в Бахрейні, хоча, перетнувши фінішну лінію першим, він отримав штраф за численні виїзди за межі траси, що понизило його до другого місця позаду Ісака Аджара. За шостим місцем в основній гонці послідувала невтішний раунд в Імолі. В спринті він фінішував за межами залікової зони через розворот, який став прямим результатом того, що напарник Леклер виштовхнув його за межі траси на траву. В неділю під кінець основної гонки Берман боровся за те, щоб залишитися на третьому місці. На останньому колі британець зіткнувся з Ґреґуаром Сосі в передостанньому повороті, через що швейцарський гонщик вибув із гонки, а Берман був понижений з четвертого на 17-е місце після завершення гонки. Наступний раунд пройшов спокійніше, а п’яте місце в неділю стало його найкращим результатом сезону на той момент.
Берман покращив результати в наступних трьох раундах, фінішувавши третім у всіх трьох основних гонках: в Сільверстоуні він боровся зі своїм співвітчизником Заком О'Салліваном за друге місце, в Шпільберзі Берман утримував свою позицію від старту до фінішу, а в Будапешті він відстав від другого місця лише на долі секунди. На Спа-Франкоршам, першому раунді після літньої перерви, Берман зміг вибитися в лідери під час перших кіл спринтерської гонки, стартувавши з п’ятого місця, і здобув свою першу перемогу в серії, незважаючи на декілька автомобілів безпеки та переривання гонки червоним прапором. Наступного дня Берман знову фінішував третім у основній гонці, випередивши Олівера Ґете на останньому колі.  В Зандворті червоний прапор завадив кваліфікаційним зусиллям Бермана, залишивши британця 14-м на решітці. Під час основної гонки Берман фінішував десятим, але був покарний штрафом за недотримання належної дистанції під час автомобіля безпеки, що відкинуло його за межі залікової зони на 25-те місце. Не збентежений своїми невеликими шансами на титул у фіналі сезону в Монці, Берман фінішував другим у спринтерській гонці завдяки подвійному випередженню Джонні Едґара та Кайо Коллета в першій шикані. Він продовжив свою боротьбу в неділю, змагаючись за лідерство із Зейном Малоуні, перш ніж червоний прапор закінчив гонку передчасно, що означало третє місце для британця в турнірній таблиці, лише на сім очок позаду чемпіона Віктора Мартена. Незважаючи на те, що він шкодував про «всі гонки, де [він] безглуздо втрачав очки», британець стверджував, що він радий фінішувати третім у чемпіонаті.

### Чемпіонат Формули-2 FIA

#### 2023
14 листопада 2022 року було оголошено, що Берман приєднається до команди Prema Racing на сезон Формули-2 2023 року, де стане напарником пілота молодіжної програми Mercedes Фредеріка Весті. Берман розпочав свій сезон у Бахрейні з 12-го місця в кваліфікації, але не зміг пробитися вперед в спринтерській гонці, посівши 15-е місце. Скориставшись хаосом на першому колі основної гонки, Берман піднявся на четверте місце. Однак надмірне зношення шин завадило йому поборотись за високі місця, оскільки він був змушений заїхати на ранній піт-стоп та в підсумку фінішував ли ше 14-м. У Джидді британець розпочав значно краще, кваліфікувавшись другим та показавши найкращий час у вільній практиці. Однак в спринтерській гонці Тео Пуршер з ART Grand Prix врізався в нього після пізнього гальмування, що завершило гонку для обох пілотів. На початку основної гонки Берман вів боротьбу з Віктором Мартеном після того, як захопив лідерство на старті. Однак пізніше болід Британця розвернуло після втрати керування, що відкинуло його з боротьби за лідерство, а згодом він втратив ще більше позицій, зрештою фінішувавши на десятому місці.

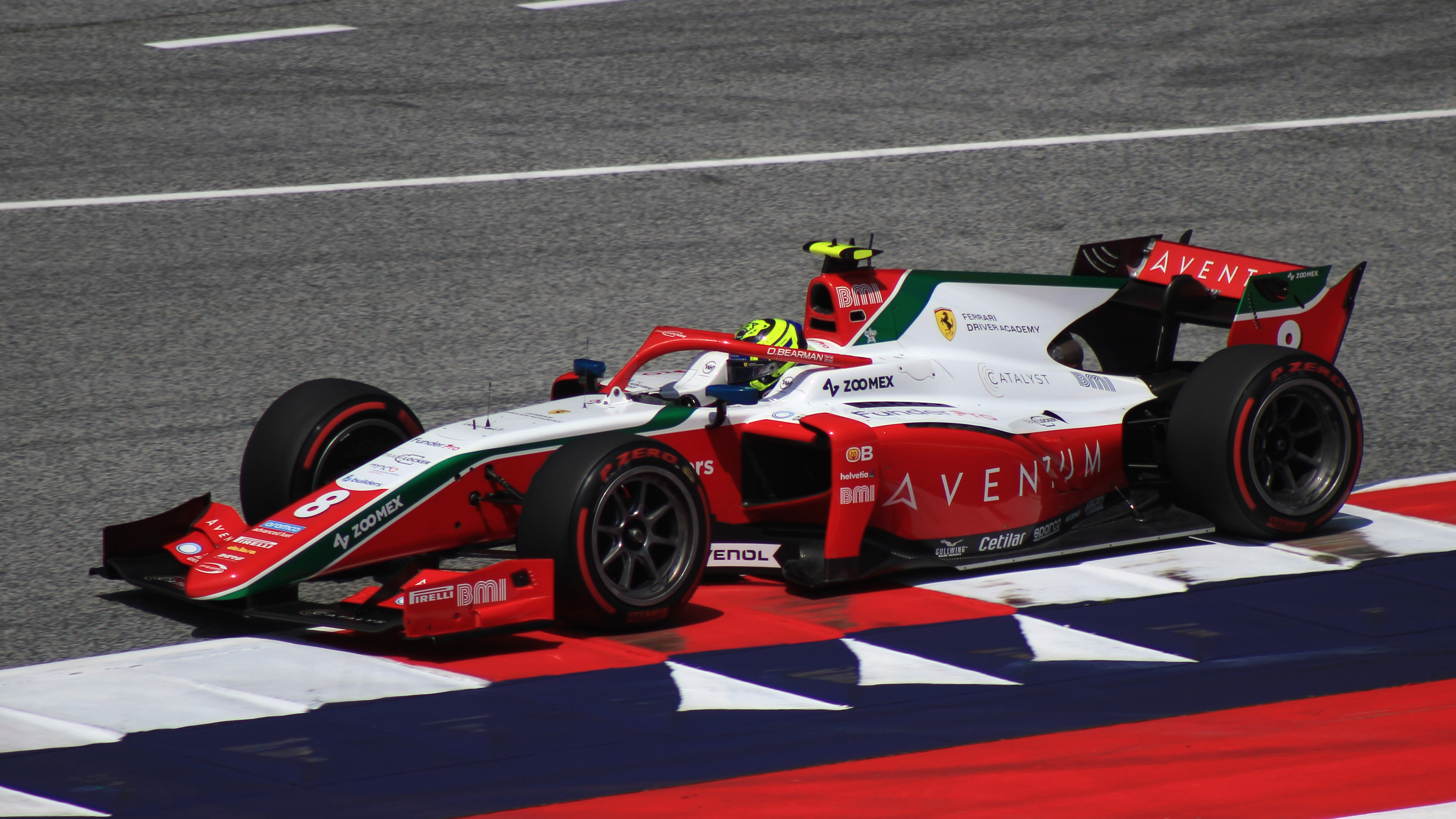
Берман на етапі Формули-2 в Шпільберзі в 2023 році.

Берман посів шосте місце у кваліфікації в Мельбурні, незважаючи на аварію. Спринтерську гонку він провів в боротьбі з багатьма суперниками та фінішував сьомим. Однак в основній гонці він отримав прокол після зіткнення з Ісаком Аджаром на піт-лейні. Йому довелося заїхати на повторний піт-стоп, а пізніше в гонці він вилетів в гравій та в підсумку фінішував 17-м. В Азербайджані Берман завоював поул-позишн у п'ятничній кваліфікаційній сесії за драматичних обставин, зумівши встановити найшвидше коло, незважаючи на те, що легке зіткнення із відбійником за кілька хвилин до кінця сесії призвело до того, що його кермо трохи відхилялося праворуч. Він розпочав спринт з 9-го місця на зворотній решітці після того, як Пуршер отримав штрафне місце на старті. Берман зміг пробитися крізь пелотон, продемонструвавши значно кращий темп за своїх суперників та встановивши декілька найшвидших кіл. На завершальному етапі спринтерської гонки лідери Денніс Хаугер, Віктор Мартен і Джехан Дарувала вилетіли в першому повороті після завершення режиму автомобіля безпеки. Обійшовши завал, Берман скористався помилкою свого товариша по команді Весті і вирвався в лідери до того, як гонка була нейтралізована ще раз. Він став другим наймолодшим переможцем гонки в історії Формули-2 після Тео Пуршер. У закритому парку Бермана привітали голова команди Scuderia Ferrari Фредерік Вассер і спортивний директор Лоран Мекіс. Наступного дня Берман здобув перемогу в основній гонці і став дев'ятим гонщиком в історії GP2 і Формули-2, який заробив «дубль» і лише четвертим як новачок.
Наступний раунд в Монако не приніс британцю гарних результатів. Берман зійшов на 23-му колі спринтерської гонки через проблеми з підвіскою, а в основній гонці він фінішував 11-м, незважаючи навіть на деякі обгони та хорошу стратегію. Однак він зміг повернутися в форму в наступному раунді, завоювавши поул у Барселоні. Він зайняв 7-ме місце в спринтерській гонці в суботу, а його напарник Весті зумів вибороти перемогу. В основній гонці йому вдалося залишитися попереду на старті та розтягнути перший відрізок до 14 кола. Після піт-стопу він виїхав, маючи перевагу в 3,5 секунди, попереду пілота Carlin Енцо Фіттіпальді, який кваліфікувався другим, але через непрогріті шини до кінця кола розрив скоротився до півсекунди. Він швидко пройшов кілька болідів, які ще не заїжджали в бокси, і, незважаючи на набагато швидший темп Весті та Мартена на свіжіших шинах під кінець гонки, Берман зумів залишитись попереду і здобув свою третю перемогу в сезоні. Ця перемога підняла Бермана на 4-е місце в турнірній таблиці із 70 очками, відстаючи від лідера чемпіонату Весті на 40.
В австрійському раунді Берман кваліфікувався лише 19-м. У спринті він стартував на дощових шинах та пробився в боротьбу за високі позиції, але згодом його шини зносилися, і він опустився до 9-го місця на фініші. Він був підвищений до 8-го місця після того, як Клеман Новалак був дискваліфікований за невідповідність тиску в шинах. В основній гонці він вирішив скористатись альтернативною стратегією та заїхав в бокси аж на 27-му колі, перш ніж автомобіль безпеки дозволив йому пробитися крізь пелотон і фінішувати 5-м.
На домашню гонку в Сільверстоуні Берман кваліфікувався 5-м. У спринті він піднявся на друге місце, але опустився на 5 місце після розвороту та знову піднявся до третього місця, обігнавши Ісака Аджара. Він декілька кіл відбивався від атак Джека Дугана за третє місце, але вилетів в шикані Vale, опустившись на 6-е місце, де він і фінішував. В основній гонці Берман фінішував 6-м після атаки на Джехана Дарувалу та Артура Леклера під час передостаннього кола, але після завершення гонки британець отримав п'ять секунд штрафу за спричинення зіткнення, що перемістило його на 8-ме місце.
В Угорщині Берман кваліфікувався 7-м. Він закінчив спринт третім, обігнавши Тео Пуршера під кінець дистанції. Однак основна гонка завершилась розчаруванням, оскільки він зарано заїхав на піт-стоп та випав з боротьби за очки, фінішувавши лише 12-м. В Бельгії він здобув свій третій поул, але це стало єдиним позитивним моментом в цьому раунді, оскільки він знову фінішував 12-м в спринті та 7-м в основній гонці після штрафу за зіткнення з Віктором Мартеном. Оскільки Джек Дуган виграв дві попередні основні гонки, Берман пропустив його в особистому заліку, вийшовши на літню перерву на 6-му місці зі 100 очками, відстаючи на 20 очок від Віктора Мартена, який посідав 5-е місце.
Берман кваліфікувався 6-м у Зандворті. Він посів третє місце в перерваній спринтерській гонці. На початку основної гонки Берман вилетів в гравій після удару від Хуана Мануеля Корреа, але зміг повернутись в гонку та продовжити боротьбу. Після автомобіля безпеки він обігнав Віктора Мартена у другому повороті, злегка штовхнувши пілота ART Grand Prix на гравій, але Мартен повернувся у третьому повороті, зіткнувшись із Берманом і вибивши його у відбійник. Це значно зменшило шанси Бермана на титул, оскільки він відставав від лідера чемпіонату Тео Пуршера на 68 очок з максимально доступних 78.
Берман кваліфікувався другим у Монці. Він піднявся з 9-го на 6-е місце в спринті, набравши очки, але Пуршер фінішував 4-м, що означало завершення боротьби за титул для Бермана, оскільки він відставав від Пушера на 72 очки з максимально доступних 65. Однак в основній гонці він випередив Пуршера на старті та контролював гонку після піт-стопу, незважаючи на три перезапуски гонки після автомобіля безпеки. Він здобув свою четверту перемогу в сезоні, піднявшись до 130 очок, відстаючи лише на 1 очко від колишнього суперника з Формули-3 Віктора Мартена в боротьбі за новачка року.
Під час фінального раунду сезону в Абу-Дабі Берман кваліфікувався лише 17-м. В спринті він піднявся на сім позицій та в підсумку фінішував десятим, лише за дві позиції до очок, але основна гонка закінчилася для британця катастрофою, оскільки він зійшов із гонки через відмову двигуна на 20-му колі, що позбавило його шансів стати новачком року.
Сезон 2023 року Берман закінчив 6-м в особистому заліку зі 130 очками. Протягом сезону він здобув 4 перемоги, 6 подіумів, 3 поул-позиції та 2 найшвидші кола. Він також допоміг Prema Racing зайняти друге місце в командному заліку, відставши від чемпіонів ART Grand Prix на 31 очко.

#### 2024
На сезон 2024 року Берман залишився в команді Prema Racing, де його новим напарником став пілот молодіжної програми Mercedes та чемпіон FRECA 2023 року Андреа Кімі Антонеллі.
У першому раунді в Сахірі Берман зміг кваліфікуватися лише вісімнадцятим. Йому не вдалося заробити очки ні в спринтерській, ні в основній гонці. На наступному раунді в Джидді Берман встановив найшвидший час кола під час кваліфікації, але був змушений відмовитись від участі в спринті та основній гонці, щоб замінити Карлоса Сайнса-молодшого в Ferrari на Гран-прі Саудівської Аравії, що залишило його на останньому місці у чемпіонаті Формули-2. Берман повернувся до Формули-2 на наступному раунді в Мельбурні, де він кваліфікувався шістнадцятим. Він фінішував чотирнадцятим у спринті та дев’ятим в основній гонці, набравши свої перші очки в сезоні.

## Формула-1
У жовтні 2021 року Бермана назвали одним із фіналістів Всесвітнього фіналу скаутингу Академії гонщиків Ferrari. Наступного місяця було підтверджено, що Берман приєднається до Академії разом із чемпіоном з картингу Рафаелем Камарою.
У жовтні 2023 року Берман дебютував за кермом боліда Формули-1 під час приватних тестів у Фіорано з Ferrari. Він взяв участь у своїй першій із двох вільних практик на Гран-прі Мехіко 2023 року з Haas. Він показав 15-й результат і відстав лише на три десятих секунди від свого товариша по команді Ніко Гюлькенберга, на що в команді заявили, що вони були «дуже вражені». Він взяв участь у своїй другій вільній практиці на Гран-прі Абу-Дабі. Після цього Берман взяв участь в тестових заїздах для молодих гонщиків за кермом VF-23.
27 січня 2024 року Бермана призначили резервним пілотом Ferrari на сезон 2024 року, розділивши цю роль із Робертом Шварцманом і Антоніо Джовінацці. Пізніше він також був затверджений на роль резервного пілота в команді Haas, та дебютував за кермом Haas VF-24 під час першої практики на Гран-прі Емілії-Романьї 2024 року, замінивши Кевіна Магнуссена. Берман показав п'ятнадцятий найшвидший час в своїй першій практиці з Haas. Він знову повернувся за кермо VF-24 під час випробування шин Pirelli в Сільверстоуні.

### Дебют у гонці з Ferrari (2024)
Берман дебютував у Формулі-1, замінивши Карлоса Сайнса-молодшого до завершення Гран-прі Саудівської Аравії 2024 року після того, як у іспанця діагностували апендицит. Він зміг узяти участь лише в останній вільній практиці та кваліфікувався 11-м, відставши лише на 0,036 секунди від потрапляння в третій сегмент кваліфікації. В гонці він фінішував сьомим, заробивши свої перші в кар’єрі очки у Формулі-1 і ставши наймолодшим гонщиком, що набрав очки в дебютній гонці.

### Haas (2024–)

#### 2024
Берман підмінив Кевіна Магнуссена на Гран-прі Азербайджану після того, як данець отримав дискваліфікацію на одну гонку. Він кваліфікувався одинадцятим та фінішував в гонці десятим, після зіткнення Карлоса Сайнса-молодшого та Серхіо Переса на останніх колах гонки. Берман став першим пілотом, який набрав очки з двома різними конструкторами у своїх перших двох гонках. Берман знову підмінив Магнуссена на Гран-прі Сан-Паулу через погане самопочуття данця. Він фінішував чотирнадцятим та дванадцятим в спринті та основній гонці відповідно. Протягом сезону Берман також взяв участь в декількох вільних заїздах за кермом Haas VF-24.

#### 2025
4 липня 2024 року в Haas оголосили, що Берман приєднається до команди із сезону 2025 року згідно багаторічної угоди.

## Результати виступів

### Загальна статистика
| Сезон | Серія                    | Команда                     | Перегони | Перемоги | Поули | Н/к | Подіуми | Очки | Місце |
| ----- | ------------------------ | --------------------------- | -------- | -------- | ----- | --- | ------- | ---- | ----- |
| 2020  | Формула-4 ADAC           | US Racing                   | 21       | 1        | 0     | 1   | 3       | 144  | 7     |
| 2020  | Італійська Формула-4     | US Racing                   | 8        | 1        | 0     | 1   | 2       | 85   | 10    |
| 2021  | Формула-4 ADAC           | Van Amersfoort Racing       | 18       | 6        | 5     | 4   | 11      | 295  | 1     |
| 2021  | Італійська Формула-4     | Van Amersfoort Racing       | 21       | 11       | 8     | 2   | 15      | 343  | 1     |
| 2021  | GB3                      | Fortec Motorsports          | 9        | 1        | 2     | 1   | 4       | 163  | 14    |
| 2022  | Регіональна Формула Азії | Mumbai Falcons India Racing | 6        | 0        | 0     | 0   | 1       | 29   | 15    |
| 2022  | Чемпіонат Формули-3 FIA  | Prema Racing                | 18       | 1        | 0     | 1   | 8       | 132  | 3     |
| 2023  | Чемпіонат Формули-2 FIA  | Prema Racing                | 26       | 4        | 3     | 2   | 6       | 130  | 6     |
| 2024  | Чемпіонат Формули-2 FIA  | Prema Racing                | 24       | 3        | 0     | 0   | 3       | 75   | 12    |
| 2024  | Формула-1                | Scuderia Ferrari            | 1        | 0        | 0     | 0   | 0       | 7    | 18    |
| 2024  | Формула-1                | MoneyGram Haas F1 Team      | 14       | 0        | 0     | 0   | 0       | 7    | 18    |
| 2025  | Формула-1                | MoneyGram Haas F1 Team      | 12       | 0        | 0     | 0   | 0       | 6*   | 18*   |

* Сезон триває.

### Формула-1
| Приклад                  | Опис                                                              |
| ------------------------ | ----------------------------------------------------------------- |
| 1                        | Переможець                                                        |
| 2                        | Друге місце                                                       |
| 3                        | Третє місце                                                       |
| 5                        | Фінішував у очковій зоні                                          |
| 12                       | Фінішував поза очковою зоною                                      |
| НКЛ                      | Фінішував, але не класифікований                                  |
| Схід                     | Не фінішував і не класифікований                                  |
| НКВ                      | Не кваліфікований                                                 |
| НПКВ                     | Не передкваліфікований                                            |
| ДСК                      | Дискваліфікований                                                 |
| тест                     | Тестер по п'ятницях                                               |
| НС                       | Брав участь у Гран-прі як бойовий пілот, але не стартував у гонці |
| Т                        | Травмований чи хворий                                             |
| Викл                     | Виключений із протоколу                                           |
| Від                      | Відмова від участі                                                |
| НТР                      | Не брав участі в тренуваннях                                      |
| НПР                      | Не прибув на Гран-прі                                             |
| С                        | Гонка скасована                                                   |
|                          | Не брав участі                                                    |
| Жирний шрифт             | Поул-позиція                                                      |
| Курсив                   | Найшвидше коло                                                    |
| Числоу верхньому індексі | Позиція в спринті, що передбачає нарахування очок                 |

| Рік      | Команда                | Шасі          | Двигун                  | 1      | 2     | 3      | 4      | 5      | 6        | 7        | 8      | 9      | 10       | 11     | 12       | 13       | 14  | 15  | 16  | 17     | 18  | 19       | 20       | 21     | 22       | 23  | 24  | Місце | Очки |
| -------- | ---------------------- | ------------- | ----------------------- | ------ | ----- | ------ | ------ | ------ | -------- | -------- | ------ | ------ | -------- | ------ | -------- | -------- | --- | --- | --- | ------ | --- | -------- | -------- | ------ | -------- | --- | --- | ----- | ---- |
| 2023     | MoneyGram Haas F1 Team | Haas VF-23    | Ferrari 066/10 1.6 V6 t | БАХ    | САУ   | АВС    | АЗЕ    | МАЯ    | МОН      | ІСП      | КАН    | АВТ    | ВЕЛ      | УГО    | БЕЛ      | НІД      | ІТА | СІН | ЯПО | КАТ    | США | МЕХ Тест | САП      | ЛВГ    | АБУ Тест |     |     | –     | –    |
| 2024     | Scuderia Ferrari       | Ferrari SF-24 | Ferrari 066/12 1.6 V6 t | БАХ    | САУ 7 | АВС    | ЯПО    | КИТ    | МАЯ      |          |        |        |          |        |          |          |     |     |     |        |     |          | МЕХ Тест |        |          |     |     | 18    | 7    |
| 2024     | MoneyGram Haas F1 Team | Haas VF-24    | Ferrari 066/10 1.6 V6 t |        |       |        |        |        |          | ЕМІ Тест | МОН    | КАН    | ІСП Тест | АВТ    | ВЕЛ Тест | УГО Тест | БЕЛ | НІД | ІТА | АЗЕ 10 | СІН | США      |          | САП 12 | ЛВГ      | КАТ | АБУ | 18    | 7    |
| 2025     | MoneyGram Haas F1 Team | Haas VF-25    | Ferrari 066/15 1.6 V6 t | АВС 14 | КИТ 8 | ЯПО 10 | БАХ 10 | САУ 13 | МАЯ Схід | ЕМІ 17   | МОН 12 | ІСП 17 | КАН 11   | АВТ 11 | ВЕЛ 11   | БЕЛ      | УГО | НІД | ІТА | АЗЕ    | СІН | США      | МЕХ      | САП    | ЛВГ      | КАТ | АБУ | 18*   | 6*   |
| Джерело: |                        |               |                         |        |       |        |        |        |          |          |        |        |          |        |          |          |     |     |     |        |     |          |          |        |          |     |     |       |      |

Примітки
- * Сезон триває.